# Vețel
Vețel es una comuna ubicada en el distrito de Hunedoara, Rumania.

## Superficie
Cuenta con una superficie de 113,9 kilómetros cuadrados.

## Demografía
Hasta 2021 la población era de 3104 habitantes, con una densidad de población de 27,25 habitantes por kilómetro cuadrado.